# パナソニック女子陸上競技部
パナソニック女子陸上競技部は、神奈川県横浜市に本拠地を置くパナソニックグループの女子陸上競技部である。愛称はパナソニックエンジェルス。2022年4月よりパナソニックホールディングスが保有し、パナソニックスポーツ株式会社が運営。

## 歴史
1987年、松下通信女子陸上競技部として創部。
2003年、パナソニックモバイル女子陸上競技部に改称。
2005年、パナソニック女子陸上競技部に改称。
2012年、所属選手の吉川美香がロンドンオリンピックに出場。
2013年、パナソニック モバイルコミュニケーションズの2代目法人移行に伴い、運営がパナソニック システムネットワークスに移管。
2015年、パナソニック株式会社のAVCネットワークス社（後のコネクティッドソリューションズ社）へ移管。
2022年4月1日、パナソニックスポーツ株式会社発足に伴い、同社に運営を移管。

## 現在の主な選手・スタッフ
- 安養寺俊隆（監督）
- 吉川美香（コーチ）
- 森田詩織（キャプテン）
- 内藤早紀子
- 森田香織
- 堀優花
- 渡邊菜々美